# Rudolf Baláž
Rudolf Baláž (20 tháng 11 năm 1940 tại Nevoľné - 27 tháng 7 năm 2011 tại Banská Bystrica) là một giám mục của Giáo hội Công giáo người Slovakia. ông nguển là giám mục của giáo phận Banská Bystrica từ năm 1990 cho đến khi ông qua đời năm 2011.  
Rudolf Baláž được sinh ra ở Nevoľné. Ông là con út trong gia đình có sáu người con. Ông học thần học tại Khoa Thần học Công giáo Rôma ở Bratislava từ năm 1958 đến năm 1963. Ông bị cộng sản ngăn không cho tiếp tục được học. Baláž được thụ phong làm linh mục vào ngày 23 tháng 6 năm 1963 do Giám mục Ambrose Lazik thụ phong. Từ năm 1968 đến năm 1970, ông làm việc tại văn phòng giám mục ở Banská Bystrica.
Sau Mùa xuân Praha vào năm 1968, ông trở thành thành viên của Ủy ban Hành động của các giáo sĩ Công giáo, Từ năm 1971 đến năm 1982 bị chính quyền cộng sản không cho thi hành tác vụ làm linh mục, nhưng lệnh cấm đã được dỡ bỏ vào năm 1982. Tháng 2 năm 1990, Giáo hoàng John Paul II phong ông làm giám mục Giáo phận Banská Bystrica. Ông là giám mục đầu tiên và duy nhất cho đến nay của giáo phận được sinh ra trong địa phận của giáo phận.
Từ ngày 13 tháng 4 năm 1994 đến ngày 31 tháng 8 năm 2000, ông là chủ tịch Hội đồng Giám mục Slovakia. Lần xuất hiện trước công chúng cuối cùng của ông là thánh hiến nhà thờ giáo xứ mới xây vào Chủ Nhật, ngày 17 tháng 7 năm 2011 tại Horni Ves. Ở tuổi 70, ông đột ngột qua đời ngày 27 tháng 7 năm 2011 tại văn phòng giám mục của mình. Ông được chôn cất tại quê nhà.